# Perionissi
La  perionissi   è un'infezione acuta piogenica riguardante gli strati superficiali della cute, comprese pieghe e tessuti.

## Eziologia
La causa è da riscontrarsi nello Staphylococcus aureus e la Candida albicans. Spesso insorgono in seguito a traumi locali.

## Clinica
Fra i sintomi e i segni clinici vi sono la comparsa improvvisa di una tumefazione del perionichio, che si ricopre di cute eritematosa.

## Trattamento
Antibiotici sia topici sia per via orale, eventuale drenaggio delle forme ascessuali.